# أولا قايا
أولا قايا (بالأيمارا: Ulla Qhaya) هو جبل يقع في بوليفيا، ضمن سلسلة جبال الأنديز، بارتفاع يُقدّر بحوالي 4٬600 متر فوق مستوى سطح البحر. يقع الجبل في إقليم بوتوسي، وتحديدًا في محافظة دانيال كامبوس، شمال قرية للوبا ضمن بلدية للوبا.

## التسمية
اسم الجبل Ulla Qhaya هو من لغة الأيمارا، ويتكوّن من كلمتين:
- Ulla: تعني مظلم أو غامض.
- Qhaya: تعني مشهد أو رؤية.

ويُترجم الاسم بشكل تقريبي إلى المشهد الغامض أو الرؤية المظلمة.

## الجغرافيا
يقع الجبل في منطقة نائية من جنوب غرب بوليفيا، وهي منطقة ذات طبيعة بركانية وقاحلة، ويقع قرب حدود تشيلي. المنطقة المحيطة غنية بالتكوينات الجبلية والتضاريس العالية التي تُعد جزءًا من هضبة ألتيبلانو.

## السياق الجغرافي
تُعد المنطقة جزءًا من حوض سالار دي أويوني الشهير، حيث تنتشر الجبال المرتفعة والهضاب الجافة. الجبل لا يُعرف كنقطة سياحية، لكنه جزء من النسيج الجغرافي والثقافي لسكان الأيمارا المحليين.